# Buigny-lès-Gamaches

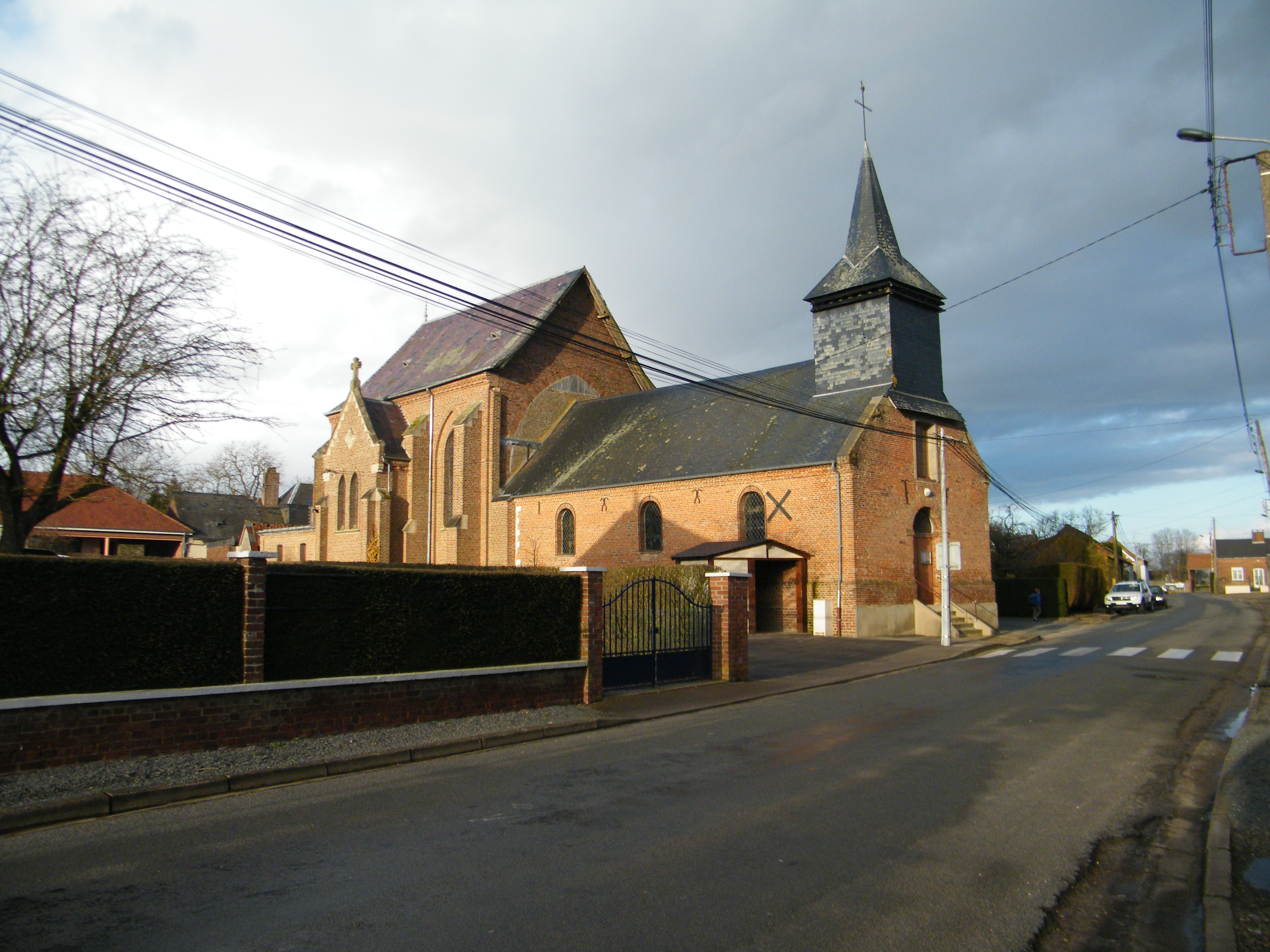
església

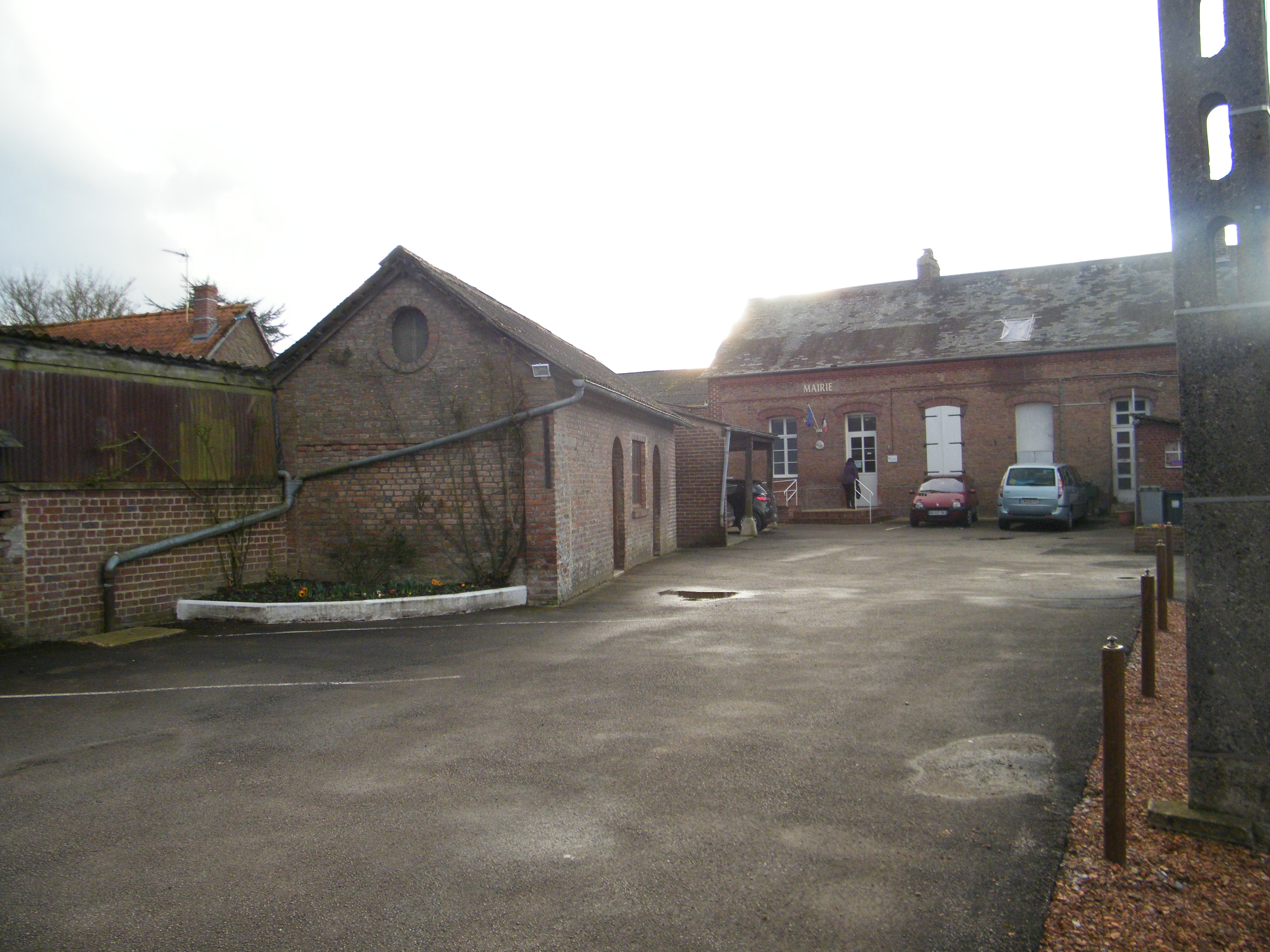

Buigny-lès-Gamaches és un municipi francès, situat al departament del Somme i a la regió dels Alts de França. L'any 1999 tenia 403 habitants.
Es troba a l'oest del Somme, a pocs quilòmetres del Sena Marítim. Buigny-lès-Gamaches forma part del cantó de Gamaches, que al seu torn forma part del districte d'Abbeville. L'alcalde de la ciutat és Dany Cahon (2008-2014).